# Штейнбрехер, Марианне
Марианне Штейнбрехер, более известная как Мари (23 августа 1983, Сан-Паулу, Бразилия) — бразильская волейболистка. Диагональная нападающая. Олимпийская чемпионка 2008.

## Биография
Марианне Штейнбрехер (Мари) родилась в Сан-Паулу в семье потомков выходцев из Германии. В детстве переехала в Роландию (штат Парана), где начала заниматься волейболом в местной молодёжной команде. В 16-летнем возрасте юную волейболистку пригласили в «Гремио» из Лондрины, а уже через год Мари дебютировала во взрослом волейболе в команде БКН (Озаску). В 2002 волейболистка выиграла свои первые медали, став серебряным призёром чемпионата Бразилии, а в 2003 — чемпионкой страны. Чемпионат Бразилии 2003—2004 завершился полным триумфом Мари, которая к своему второму «золоту» добавила сразу три индивидуальных титула — самого ценного игрока, самой результативной и лучшей нападающей первенства. После этого волейболистка была приглашена в сборную Бразилии, сразу став в ней ключевым игроком на позиции диагональной нападающей.
Дебют Мари в официальных турнирах на уровне сборных состоялся в розыгрыше Гран-при-2004. В финальном матче, в котором бразильским волейболисткам противостояли хозяйки финального этапа розыгрыша и действующие чемпионки мира из сборной Италии, Мари внесла решающий вклад в победу своей команды 3:1, став с 23 очками самым результативным игроком решающего поединка. А вот Олимпиада того же года в Афинах принесла дебютантке разочарование. В полуфинале женского волейбольного турнира Игр против сборной России команда Бразилии умудрилась упустить победу, хотя вела по сетам 2:1 и 24:19 в 4-й партии. И хотя Мари набрала в матче 37 очков, именно несколько её ошибок в концовке 4-го сета дали повод к обвинениям в её адрес как одного из виновников поражения. Эта досадная неудача оказала столь деморализующее действие на бразильских волейболисток, что в поединке за 3-е место они уступили команде Кубы, а сама Мари была заменена уже по ходу стартовой партии.
В 2005 Мари из-за травмы плеча не выступала, а в следующем году в финале чемпионата мира бразильянки вновь упустили победу, играя против тех же российских волейболисток. К двум золотым наградам Мари, полученным по итогам Панамериканского Кубка и Гран-при, добавилось «серебро» мирового первенства.
Эффектный реванш за неудачи в важнейших соревнованиях мирового уровня удался сборной Бразилии на Олимпийских играх 2008 в Пекине, где бразильские волейболистки одержали 8 побед в 8 матчах с общим счётом 24:1 и одним из лидеров своей команды была Мари. Месяцем ранее спортсменка была признана самым ценным игроком финального раунда Гран-при, в котором сборная Бразилии одержала не менее уверенную победу.
Травма и последовавшая операция на колене не позволила Мари принять участие в чемпионате мира 2010 года, а после непопадания в состав сборной на Олимпиаду-2012 спортсменка приняла решение завершить игровую карьеру в национальной команде.
Наибольших успехов на клубном уровне Мари добилась, выступая за команду из Озаску, с которой четырежды выигрывала чемпионат Бразилии. В 2006—2008 волейболистка вместе со своей коллегой по сборной Шейлой выступала в Италии за одну из сильнейших команд этой страны «Скаволини» из Пезаро. В 2006—2007 её возглавлял Зе Роберто — наставник сборной Бразилии. В 2008 Мари выиграла сразу два клубных трофея — чемпионат Италии и Кубок Европейской конфедерации волейбола. В 2012—2013 Мари вместе с ещё одной бразильянкой — Паулой — играла в Турции за «Фенербахче», а в 2015 заключила контракт с командой «Зюдтироль Больцано» из Италии, но по ходу сезона из-за невыполнения клубом своих финансовых обязательств расторгла соглашение и сезон доигрывала в Индонезии, после чего вернулась в Бразилию. В 2017—2020 не играла, но затем вернулась в волейбол и провела сезон в команде «Флуминенсе» (Рио-де-Жанейро).

### Клубная карьера
- 1996—1999 —  «Роландия»;
- 1999—2000 —  «Гремио» (Лондрина);
- 2000—2006 —  БКН/«Финаса-Озаску» (Озаску);
- 2006—2008 —  «Скаволини» (Пезаро);
- 2008—2010 —  «Сан-Каэтану» (Сан-Каэтану-ду-Сул);
- 2010—2012 —  «Унилевер» (Рио-де-Жанейро);
- 2012—2013 —  «Фенербахче» (Стамбул);
- 2013—2014 —  «Прая Клубе» (Уберландия);
- 2014—2015 —  «Молико-Озаску» (Озаску);
- 2015—2016 —  «Зюдтироль Больцано» (Бронцоло);
- 2016 —  «Джакарта Пертамина Энерджи» (Джакарта);
- 2016—2017 —  «Волей Бауру» (Бауру);
- 2020—2021 —  «Флуминенсе» (Рио-де-Жанейро).

## Достижения

### Со сборными Бразилии
- Олимпийская чемпионка 2008.
- серебряный призёр чемпионата мира 2006.
- серебряный призёр розыгрыша Всемирного Кубка чемпионов 2009.
- 4-кратная чемпионка Мирового Гран-при — 2004, 2006, 2008, 2009;
  - 3-кратный серебряный призёр Гран-при — 2010, 2011, 2012.
- двукратная чемпионка Южной Америки — 2009, 2011.
- чемпионка Панамериканских игр 2011;
  - серебряный призёр Панамериканских игр 2007.
- двукратный победитель розыгрышей Панамериканского Кубка — 2006, 2009.
- победитель розыгрыша Кубка «Финал четырёх» 2008.

### С клубами
- 4-кратная чемпионка Бразилии — 2003—2005, 2011;
  - 4-кратный серебряный (2002, 2006, 2012, 2015) и двукратный бронзовый (2009, 2010) призёр чемпионатов Бразилии.
- серебряный призёр розыгрыша Кубка Бразилии 2008.
- чемпионка Италии 2008.
- двукратный серебряный призёр розыгрышей Кубка Италии — 2007, 2008.
- победитель розыгрыша Суперкубка Италии 2006.
- победитель розыгрыша Кубка Европейской конфедерации волейбола (ЕКВ) 2008.
  - серебряный призёр розыгрыша Кубка ЕКВ 2013.
- серебряный призёр клубного чемпионата Южной Америки 2015.
- серебряный призёр чемпионата Индонезии 2016.

### Индивидуальные
- 2004: MVP (самый ценный игрок), лучшая нападающая и самая результативная чемпионата Бразилии.
- 2005: лучшая на подаче чемпионата Бразилии.
- 2006: MVP (самый ценный игрок) и лучшая нападающая розыгрыша Панамериканского Кубка.
- 2008: MVP (самый ценный игрок) и лучшая нападающая Гран-при.
- 2011: лучшая нападающая чемпионата Южной Америки.
- 2015: лучшая нападающая клубного чемпионата Южной Америки.